# Sera (Hiroszima)
Sera (jap. 世羅町 Sera-chō) – miasto w Japonii, na wyspie Honsiu, w prefekturze Hiroszima. Według danych na rok 2020 miejscowość zamieszkiwało 15 125 mieszkańców , a gęstość zaludnienia wyniosła 54,4 os./km².